# Baños de Molgas
Baños de Molgas è un comune spagnolo di 2 147 abitanti situato nella comunità autonoma della Galizia.